# BMK Chemie
Der VEB Bau- und Montagekombinat Chemie Halle wurde 1959 gegründet und war ein großer Baubetrieb der DDR mit Sitz in Halle (Saale). Das Kombinat war eines von acht zentral geleiteten Bau- und Montagekombinaten und beschäftigte rund 16.000 Mitarbeiter.
Neben Bauprojekten für die chemische Industrie der DDR war das Kombinat auch im Ausland tätig. So zum Beispiel beim Bau der Druschba-Trasse in der Sowjetunion und auch in der Bundesrepublik. Für den Bau des Kulturzentrums „Treffpunkt Rotebühlplatz“ am Stuttgarter Rotebühlplatz übernahm das BMK Chemie beispielsweise Beton- und Schalungsarbeiten.

## Geschichte bis 1990
Das BMK Chemie entstand zum 1. Januar 1959 durch einen Beschluss der Chemiekonferenz des ZK der SED und der Staatlichen Plankommission vom November des Vorjahres. Das Kombinat unterstand zunächst direkt dem Ministerium für Bauwesen und ab 1961 zeitweise der VVB Industrie- und Spezialbau. Später wurde das Kombinat wieder über das Ministerium für Bauwesen zentralgeleitet. Weitere zentralgeleitete Kombinate des Bauwesens können in der Liste von Kombinaten der DDR eingesehen werden.
Die Gründung umfasste die Zusammenlegung mehrerer Baustellen vornehmlich kreisgeleiteter Baubetriebe. Zu diesen zählten Baustellen im:
- VEB Leuna-Werke: VEB Ingenieurtiefbau Brandenburg, VEB (K) Bau Merseburg und VEB Kreisbaukombinat Weißenfels
- VEB Chemische Werke Buna: VEB Montagebau Berlin/Bau Berlin, VEB (K) Bau Halle und VEB Bau-Union Halle
- VEB Gipsschwefelsäurefabrik II, VEB SuS Coswig/Anhalt, VEB Mineralölwerk Lützkendorf-Krumpa, VEB Filmfabrik Wolfen und VEB Hydrierwerk Zeitz: VEB Bau-Union Halle
- VEB Deutsches Hydrierwerk Rodleben: VEB (K) Bau Roßlau
- VEB Elektrochemisches Kombinat Bitterfeld und VEB Farbenfabrik Wolfen: VEB (K) Bau Bitterfeld und VEB Bau-Union Halle

## Hallesche Mitteldeutsche Bau AG

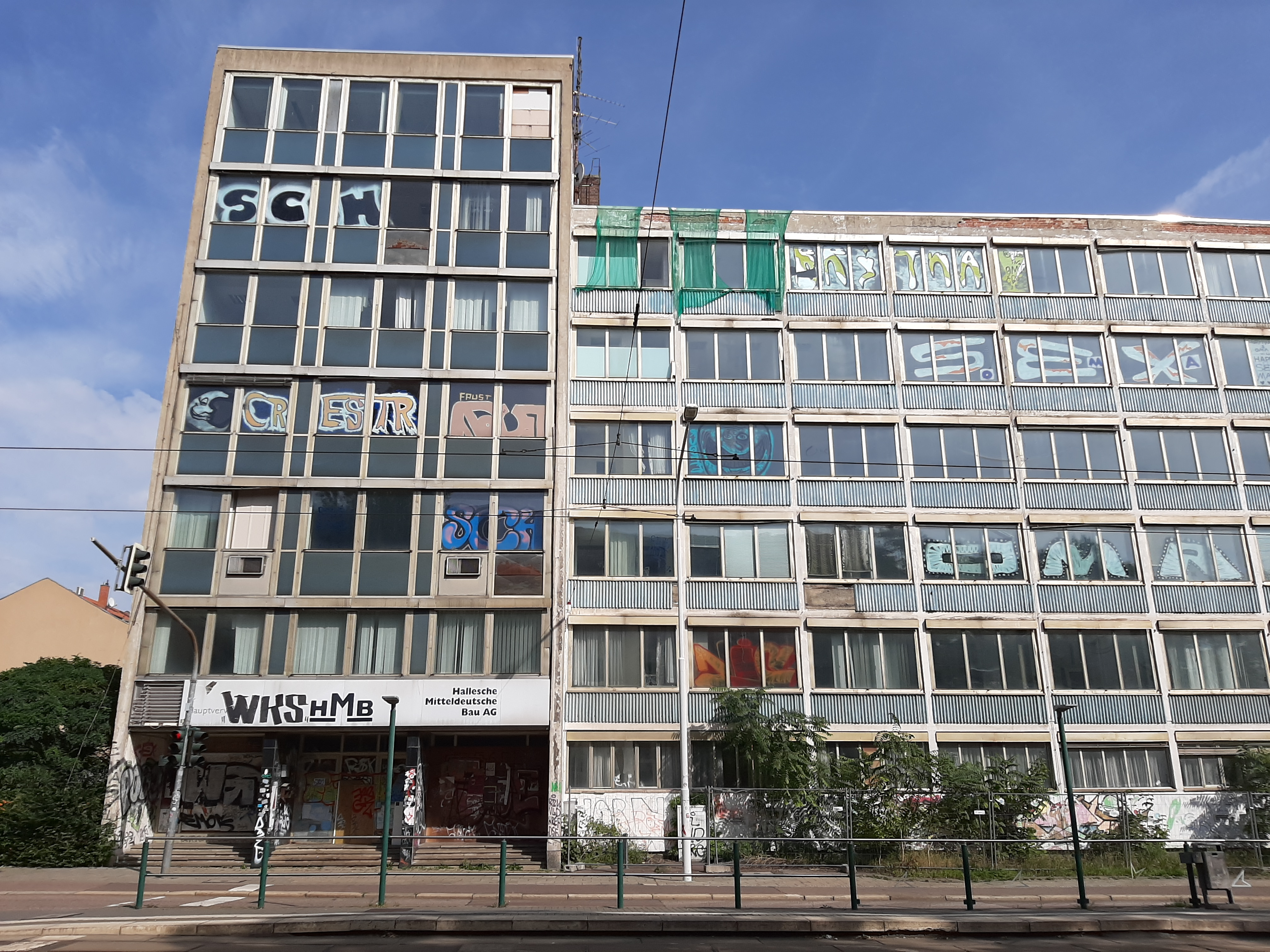
Ehemalige Hauptverwaltung der HMB bzw. BMK Chemie in der Magdeburger Straße (ehem. Leninallee) in Halle, 2023

Nach der deutschen Wiedervereinigung übernahm die Treuhandanstalt die Privatisierung des BMK Chemie. In diesem Zuge firmierte das Kombinat in Hallesche Mitteldeutsche Bau-Aktiengesellschaft (HMB) um. Im April 1991 wurde die HMB durch den Leitungsausschuss der Treuhand als sanierungsfähig eingestuft.
Da die Treuhandanstalt eine Aufspaltung der HMB ablehnte und einen Komplettverkauf anstrebte, war die Suche nach einem privatwirtschaftlichen Investor schwierig. Ab 1992 bot der türkische Baukonzern Tekfen Holding um die HMB und unterbreitete ein Angebot über 30 Millionen D-Mark mit einer Zusicherung des Erhalts von 4500 Arbeitsplätzen bis Ende 1993. Mitbieter Hochtief bot dagegen nur eine Mark und sicherte den Erhalt von 2500 Arbeitsplätzen zu. Gegen Ende Dezember 1992 bekam Tekfen den Zuschlag.
Da nach dem Zuschlag bilanzielle Fehler bei HMB aufgedeckt wurden und der tatsächliche Verlust der HMB deutlich höher war als ursprünglich angenommen, wollte Tekfen zunächst vom Kauf zurücktreten. Ein Abspringen von Tekfen konnte unter anderem durch eine Verlustübernahme des Bundes in Höhe von 75 Millionen D-Mark und eine Bürgschaft des Landes Sachsen-Anhalt in Höhe von 30 Millionen D-Mark verhindert werden.
Nach der erfolgten Privatisierung sank die Anzahl der Arbeitsplätze innerhalb des Unternehmens weiter ab. Eine der größten Bauunternehmungen mit Beteiligung der HMB nach deren Privatisierung war die Errichtung des Rohbaus des Bundeskanzleramts in Berlin. In diesem Zusammenhang kam es zu Kontroversen bei der Begleichung von Rechnungen: Die Unternehmensführung von HMB monierte drohende Liquiditätsschwierigkeiten, die maßgeblich durch ausstehende Zahlungen für den Rohbau des Kanzleramts in Höhe von 81 Millionen D-Mark ausgelöst worden wären. Die Bundesbaugesellschaft wies die Forderung über den genannten Betrag nach einer erfolgten Prüfung zurück.
Im Jahr 2005 hatte die HMB noch 32 Mitarbeiter. 2012 hatte das Unternehmen noch 20 Mitarbeiter und diente nur noch als „logistische[r] Dienstleister“ für den türkischen Mutterkonzern. Neben den Verwaltungsgebäuden in der Magdeburger Straße gehörten der HMB zu diesem Zeitpunkt unter anderem verschiedene Wohnimmobilien und das Hotel am Steintor in Halle, welches bis 2022 durch die HMB betrieben wurde.

## Zugehörige Kombinatsbetriebe
Zum Kombinat gehörten 1990 die folgenden Betriebe:
- VEB Ausbau Weißenfels
- VEB Erd- und Tiefbau Leipzig
- VEB Industriebau Bernburg
- VEB Industriebau Bitterfeld
- VEB Industriebau Eisleben
- VEB Industriebau Erdgasleitung Halle-Neustadt
- VEB Industriebau Leuna
- VEB Industriebau Schkopau
- VEB Maschineninstandsetzung Bitterfeld
- VEB Montagebau  Halle
- VEB Projektierung und Technologie Halle